# Violences sexuelles et sexistes au Bénin
Les violences sexistes au Bénin s'avèrent être un phénomène qui affecte la dignité des femmes. Ces violences sont multiples, multiformes et courantes dans tous les domaines de la vie touchant des femmes de toutes classes sociales confondues. Près de 3 femmes sur 5 sont victimes de violence sexistesurtout celles issues de basses classes sociales.

## Prévalence
Une enquête commanditée par le Ministère béninois des Affaires Sociales sur la violence basée sur le genre révèle que : sur environ 52% de la population féminine, 69% ont déclaré avoir subi de la violence au moins une fois dans leur vie . 
Ces victimes de ''VBG'' sont recensées aussi bien dans les communautés qu’en milieu scolaire, dans de différents contextes. Des statistiques officielles montrent qu'entre 2019 et 2022, la majorité des actes de violences ont été dirigés contre des femmes ou des filles et se répartissent comme suit  :
- Violences psychologique et morale (19938 cas dénoncés) ;
- violence économique (5 749 cas dénoncés) ;
- violences contre les biens (1 505 cas dénoncés) ;
- Viol (1049 cas dénoncés) ;
- harcèlement (613 cas dénoncés) ;
- enlèvements (439 cas dénoncés) ;
- lévirat (340 cas dénoncés) et inceste (61).

### Violence sexuelle
De nombreuses filles abandonnent leur étude à cause des conséquences du viol sur leur santé physique ou mentale. Du janvier à août 2021, la commune d'Abomey-Calavi comptabilise 26 cas de viol sur mineures dénoncés. Selon le constat, les violeurs sont généralement des proches des victimes, soit un parent ou un ami de la famille de celles-ci. 

### Violence conjugale
La violence conjugale désigne «toute violence physique ou sexuelle faite par une personne contre la personne d’autrui quand les deux parties sont mariées, concubines, ou consanguines, ou qu’elles vivent dans la même maison».
D'après une étude réalisée en 2009, 69% des femmes déclarent avoir subi  tout au moins une fois de la violence physique, psychologique ou économique, surtout lorsque le mari n'assume pas  ses devoirs et qu'elles veulent en discuter .

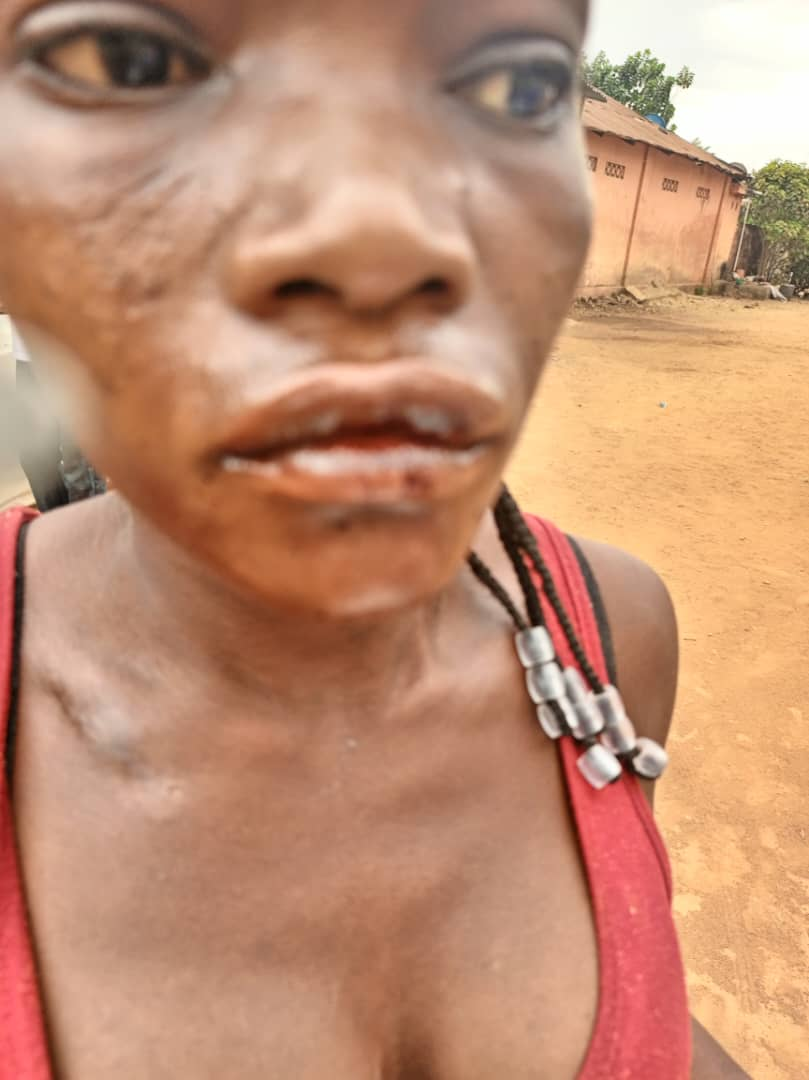
Une concubine victime de violence conjugale à Porto-Novo

Dans une enquête du journal La Nouvelle Tribune, une femme relate : « Mon mari a dit qu'il m'aimait beaucoup et je croyais en lui. Malgré cela, il m'a fait souffrir en me criant dessus à longueur de journée et en me frappant à la moindre erreur ''  .

## Législation et Actions
Depuis 2015, des innovations sont mises en œuvre pour renforcer la protection sociale au Bénin. Il s'agit de la mise en place d'une plateforme électronique d'alerte qui a reçu le soutien financier du PNUD . Aussi, le Président Thomas Boni Yayi a promulgué la loi '' Nº2011-26 du 09 janvier 2012'' portant prévention et répression des violences faites aux femmes . Cette loi, en tant qu'instrument juridique, se conçoit comme une avancée dans la protection juridique de la femme béninoise et pour une meilleure appréciation du principe de l'égalité des sexes devant les juridictions.
En juillet 2021, le gouvernement du président Patrice Talon crée l'Institut National de la Femme (INF)  pour renforcer sur le plan institutionnel la lutte contre les violences basées sur le genre. Le porte-parole du gouvernement béninois, Wilfried Léandre Houngbédji indique que l'institution est un ''organisme public doté de la personnalité juridique et de l’autonomie financière'' en vue de mener des actions conséquentes pour la femme.

Aussi, le Ministère béninois des Affaires Sociales lance, en novembre 2023, une campagne d'activisme pour vulgariser les droits des filles et des femmes et sensibiliser l'opinion sur les sanctions en cas de violences contre une femme ou une fille  .